# NGC 4074
NGC 4074 é uma galáxia lenticular (S0) localizada na direcção da constelação de Coma Berenices. Possui uma declinação de +20° 19' 01" e uma ascensão recta de 12 horas, 04 minutos e 29,7 segundos.
A galáxia NGC 4074 foi descoberta em 27 de Abril de 1785 por William Herschel.